# Fuerte Karl
El Fuerte Karl es un fuerte militar histórico ubicado en Gustavia, la capital de San Bartolomé. Fue construido por los suecos en 1789 y fue nombrada en honor a Carlos XIII. Hoy en día, el lugar donde se encuentran los restos del fuerte es un sitio protegido .

## Ubicación
El sitio del Fuerte Karl está ubicado en el suroeste de Gustavia, en una pequeña colina de aproximadamente 34 metros (111 ft) de altura.El sitio tiene vistas a Gustavia y su puerto (al noreste) y a Shell Beach (al sureste).Las islas circundantes de San Cristóbal y Nieves, Saba, San Eustaquio, y San Martín son visibles desde la ubicación del fuerte. 

## Historia
El Fuerte Karl construido en 1789 durante la época del dominio sueco de San Bartolomé. Fue construido para proteger a Gustavia contra los ataques del sur.Fue uno de los tres fuertes que rodeaban Gustavia durante la era sueca, junto con Fuerte Gustav y Fuerte Oscar.El Fuerte Karl debe su nombre a Karl XIII, hermano del rey sueco Gustavo III. A finales del siglo XIX, los restos del fuerte habían quedado en ruinas. 

## El fuerte hoy
En el lugar del Fuerte Karl sólo quedan ruinas. En 2007, el Conservatorio del Litoral tomó posesión del sitio de Fort Karl. La conservación está gestionada localmente por la Reserva Natural de Saint-Barthélemy.El sitio del Fuerte Karl es un lugar popular para practicar senderismo y observar ballenas.  